# Sanguinograptis
Sanguinograptis là một chi bướm đêm thuộc phân họ Tortricinae của họ Tortricidae.

## Các loài
- Sanguinograptis albardana (Snellen, 1872)
- Sanguinograptis obtrecator Razowski, 1981
- Sanguinograptis ochrolegnia Razowski, 1986